# Cheryl Gibson
Cheryl Gibson (Edmonton, 28 luglio 1959) è un'ex nuotatrice canadese.
Specializzata nel dorso e nei misti, ha vinto la medaglia d'argento nei 400 m misti alle Olimpiadi di Montreal 1976.

## Palmarès
- Olimpiadi

Montreal 1976: argento nei 400 m misti.
- Mondiali

1978 - Berlino: bronzo nei 100 m e 200 m dorso.
- Giochi panamericani

1975 - Città del Messico: argento nei 200 m farfalla e nei 400 m misti, bronzo nei 200 m dorso e 200 m misti.
1979 - San Juan: argento nei 100 m e 200 m dorso e nella staffetta 4x100 m misti.